# Ca l'Enric del Sarral
Ca l'Enric del Sarral és un edifici de Rocafort de Vallbona, al municipi de Sant Martí de Riucorb (Urgell), inclosa a l'Inventari del Patrimoni Arquitectònic de Catalunya.

## Descripció
És una casa pairal molt reformada. Inicialment té trets que la uneixen a l'estil gòtic, del qual encara conserva algunes llindes. Altres llindes i balcons porticats són renaixentistes i els acabats superiors de la façana responen a un gust neoclàssic.
Façana de tres pisos, a la planta baixa s'obre la porta principal rectangular amb llinda e pedra acabada centralment per un arc conopial. Al primer pis d'aquesta casa hi ha una àmplia balconada que uneix dues portes amb llindes de cronologies diferents. La llinda de la dreta és acabada centralment en un arc conopial però lateralment té dues mènsules acabades amb cares d'homes molt esquematitzades. L'altra llinda es resol amb la unió sinuosa de tres frontons triangulars. El pis superior només té dues finestres laterals i un balcó central.
El ràfec no és gaire sobresortit però centralment està rematat per un frontó ovalat on antigament hi hauria alguna mena d'inscripció. A la part del darrere hi ha la zona destinada a pati i des del mateix carrer s'observa una balconada acabada en tres arcuacions d'arc de mig punt de gust classicista.
La llinda superior dreta del balcó de ca l'Amitger està estretament influenciada per construccions gòtiques, com l'ajuntament o la casa Navés de Belianes.